# فسق
الفسق في اللغة عدم إطاعة أمر الله تعالى فيشمل الكافر والمسلم العاصي، وفي الشرع ارتكاب المسلم كبيرة أو صغيرة مع الإصرار عليها.

## حكمه
الفسق حرام ،ولا يُرخّص بشيء منه .

## آثار الفسق
- لا يعيّن الفاسق موظفاً في جهة دينية كتدريس العلوم الشرعية ونحوها.،ولا الولاية على الوقف ولا الأذان ولا الإمامة في الصلاة وإن كانت صلاته جائزة .[2]
- لا تقبل شهادته ﴿ وَلَا تَقْبَلُوا لَهُمْ شَهَادَةً أَبَدًا ۚ وَأُولَٰئِكَ هُمُ الْفَاسِقُونَ  ﴾ولا يعمل بخبره في الأمور الدينية كإثبات هلال زمضان ونحوه.﴿ يَا أَيُّهَا الَّذِينَ آَمَنُوا إِنْ جَاءَكُمْ فَاسِقٌ بِنَبَأٍ فَتَبَيَّنُوا  ﴾.
- عدم استحقاقه من الزكاة .
- كراهة التشبه بالفساق.

## غيبة الفاسق المعلن لفسقه
يجوز ذكر الفاسق المظهر الفسق بما فيه .